# Liste der Monuments historiques in Valenciennes
Die Liste der Monuments historiques in Valenciennes führt die Monuments historiques in der französischen Gemeinde Valenciennes auf.

## Liste der Bauwerke
| Bezeichnung                       | Beschreibung | Standort                                      | Kennzeichnung | Schutzstatus   | Datum     | Bild           |
| --------------------------------- | ------------ | --------------------------------------------- | ------------- | -------------- | --------- | -------------- |
| Auberge du Bon Fermier            |              | 64, 66, rue de Famars (Lage)                  | PA00107846    | Inscrit        | 1970      |                |
| Wasserturm                        |              | 4, rue Louis Bracq (Lage)                     | PA59000181    | Inscrit        | 2012      |                |
| Zitadelle                         |              | Parc de la Citadelle (Lage)                   | PA00107847    | Inscrit        | 1987      |                |
| Ehemaliges Jesuitenkolleg         |              | Rue Ferrand (Lage)                            | PA00107848    | Classé Inscrit | 1937 1968 |                |
| Kirche Notre-Dame-du-Saint-Cordon |              | Place de l’Abbé-Thellier-de-Ponchville (Lage) | PA59000004    | Inscrit        | 1996      | weitere Bilder |
| Kirche St-Géry                    |              | Rue Saint-Jean Rue de Paris (Lage)            | PA00107849    | Classé         | 1946      |                |
| Faïencerie                        |              | 48, rue de l’Intendance (Lage)                | PA00107850    | Inscrit        | 1944      |                |
| Fosse Dutemple                    |              | (Lage)                                        | PA00107922    | Inscrit        | 1992      |                |
| Hôpital général                   |              | Place de l’Hôpital-Général (Lage)             | PA00107851    | Classé         | 1945      |                |
| Hôtel de Barneville               |              | 16, avenue des Dentellières (Lage)            | PA00107853    | Inscrit        | 1972      |                |
| Hôtel Floréal                     |              | 56, rue de Paris (Lage)                       | PA00107854    | Classé         | 1946      |                |
| Hôtel Hamoir                      |              | 8, Rue du Grand-Fossart (Lage)                | PA00107852    | Inscrit        | 1944 1988 |                |
| Hôtel de Lambesc                  |              | 70, rue du Quesnoy (Lage)                     | PA00107855    | Inscrit        | 1944      |                |
| Hôtel Mer                         |              | 14, rue du Grand-Fossart (Lage)               | PA00107856    | Inscrit        | 1988      |                |
| Hôtel de Ville                    |              | Place d’Armes (Lage)                          | PA59000073    | Inscrit        | 2001      |                |
| Gebäude                           |              | 25, rue Abel-de-Pujol (Lage)                  | PA00107857    | Inscrit        | 1944      |                |
| Gebäude                           |              | 10, place d’Armes (Lage)                      | PA00107858    | Inscrit        | 1944      |                |
| Gebäude                           |              | 5, rue du Béguinage (Lage)                    | PA00107859    | Inscrit        | 1944      |                |
| Gebäude                           |              | 35, 35bis, rue Delsaux (Lage)                 | PA00107860    | Inscrit        | 1944      |                |
| Gebäude                           |              | 39, rue Delsaux (Lage)                        | PA00107861    | Inscrit        | 1944      |                |
| Gebäude                           |              | 46, rue de Famars (Lage)                      | PA00107862    | Inscrit        | 1945      |                |
| Gebäude                           |              | 70, rue de Famars (Lage)                      | PA00107863    | Inscrit        | 1944      |                |
| Gebäude                           |              | 84, rue de Famars (Lage)                      | PA00107864    | Inscrit        | 1944      |                |
| Gebäude                           |              | 3, rue des Foulons (Lage)                     | PA00107865    | Inscrit        | 1944      |                |
| Gebäude                           |              | 1, rue du Grand-Fossart (Lage)                | PA00107866    | Inscrit        | 1944      |                |
| Gebäude                           |              | 28, rue de l’Intendance (Lage)                | PA00107867    | Inscrit        | 1984      |                |
| Gebäude                           |              | 78, rue de Paris (Lage)                       | PA00107868    | Inscrit        | 1984      |                |
| Gebäude                           |              | 35, 37, rue Saint-Jacques (Lage)              | PA00107869    | Inscrit        | 1944      |                |
| Haus                              |              | 38, rue Delsaux (Lage)                        | PA00107871    | Inscrit        | 1944      |                |
| Haus                              |              | 13, rue des Sayneurs (Lage)                   | PA00107874    | Inscrit        | 1988      |                |
| Fachwerkhaus                      |              | 12, rue de Famars (Lage)                      | PA00107872    | Inscrit        | 1943      |                |
| Fachwerkhaus                      |              | 53, rue de Mons (Lage)                        | PA00107873    | Classé         | 1924      |                |
| Maison du Prévôt                  |              | 13, rue Notre-Dame (Lage)                     | PA00107870    | Classé         | 1923      |                |
| Mont-de-Piété                     |              | 10, 12, place Verte (Lage)                    | PA00107843    | Inscrit Classé | 1968 1994 |                |
| Tour de la Dodenne                |              | (Lage)                                        | PA00107842    | Classé         | 1904      |                |

## Liste der Objekte

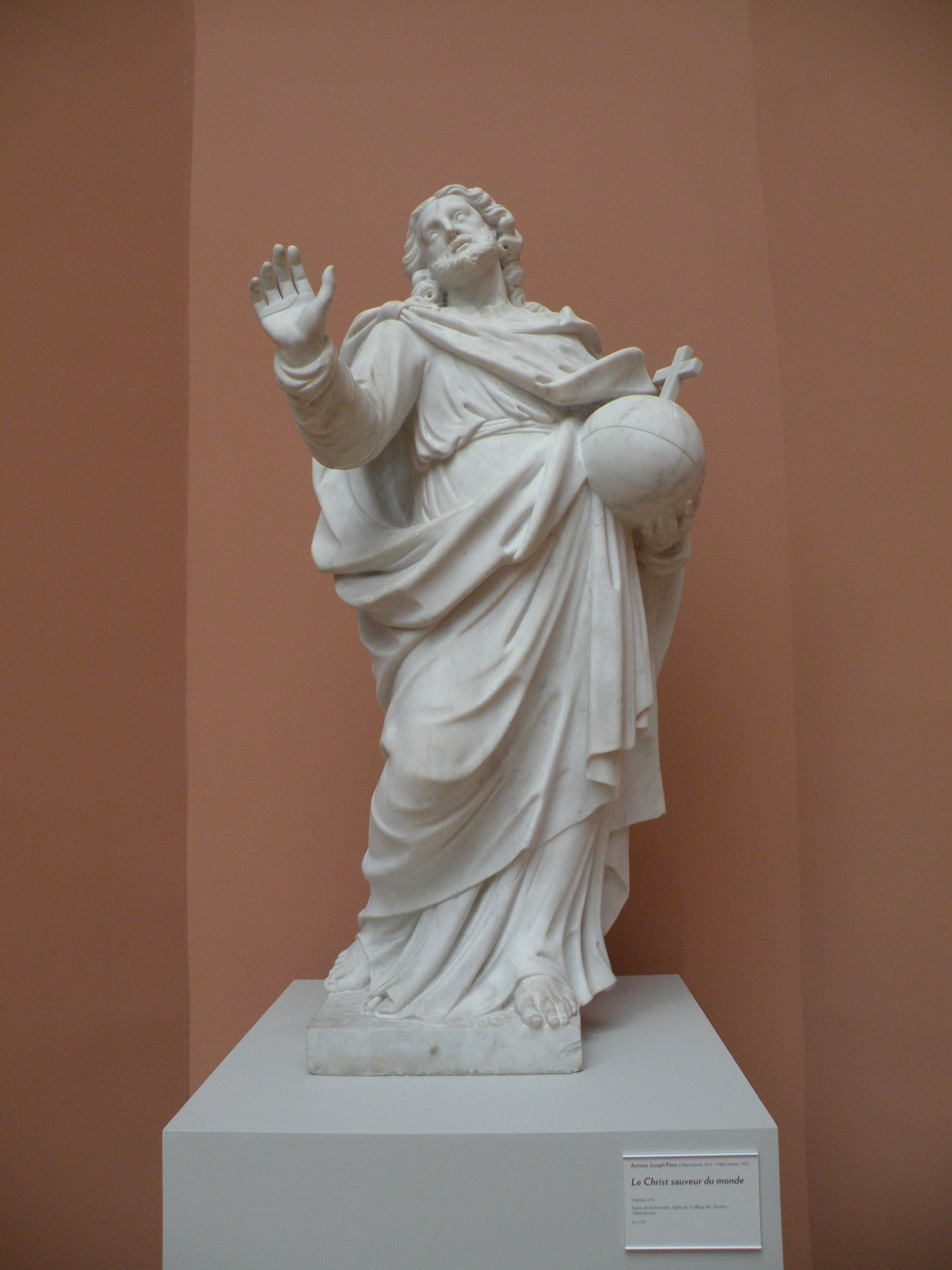
Skulptur Salvator mundi im Musée des Beaux-Arts

- Monuments historiques (Objekte) in Valenciennes in der Base Palissy des französischen Kultusministeriums